# Conferência Sul da Superliga Nacional de Futebol Americano de 2016
A Conferência Sul é uma das quatro conferências da Superliga Nacional de Futebol Americano de 2016.
As quatro melhores equipes classificam-se para as semifinais da conferência. O campeão da conferência classifica-se às semifinais da Superliga Nacional de 2016. A pior equipe da conferência sendo rebaixada para a Liga Nacional de 2017.

## Classificação
Classificados para os playoffs estão marcados em verde e em rosa o rebaixado à Liga Nacional de 2017.
Grupo único
| Pos | Times                         | V | E | D | PCT  | PF  | PS  | SP   |
| --- | ----------------------------- | - | - | - | ---- | --- | --- | ---- |
| 1   | Timbó Rex                     | 5 | 0 | 1 | .833 | 279 | 34  | 245  |
| 2   | Coritiba Crocodiles           | 5 | 0 | 1 | .833 | 119 | 66  | 53   |
| 3   | Paraná HP                     | 4 | 0 | 2 | .667 | 111 | 56  | 55   |
| 4   | São José White Sharks Istepôs | 4 | 0 | 2 | .667 | 82  | 69  | 13   |
| 5   | Juventude FA                  | 2 | 0 | 4 | .333 | 37  | 109 | -72  |
| 6   | UFPR Brown Spiders            | 1 | 0 | 5 | .167 | 55  | 189 | -134 |
| 7   | Foz do Iguaçu Black Sharks    | 0 | 0 | 6 | .000 | 26  | 186 | -160 |

### Resultados
Primeira Rodada
| 9 de julho 15:00 UTC -3 | Relatório | Timbó Rex | 19–21 | São José White Sharks Istepôs |  | Complexo Esportivo Timbó, Timbó-SC |  |

| 9 de julho 15:00 UTC -3 | Relatório | Juventude FA | 13–07 | UFPR Brown Spiders |  | Estádio Elias Soldatelli, São Marcos-RS |  |

| 10 de julho 13:00 UTC -3 | Relatório | Coritiba Crocodiles | 10–03 | Paraná HP |  | Universidade Positivo, Curitiba - PR |  |

Segunda Rodada
| 23 de julho 15:00 UTC -3 |  | Timbó Rex | 41–00 | Juventude FA |  | Complexo Esportivo Timbó, Timbó-SC |  |

| 24 de julho 13:00 UTC -3 | Relatório | Paraná HP | 41–00 | Foz do Iguaçu Black Sharks |  | Arena Top Line, Campo Largo-PR |  |

| 24 de julho 14:00 UTC -3 |  | São José White Sharks Istepôs | 18–13 | UFPR Brown Spiders |  | Colégio Forquilhão, São José-SC |  |

Terceira Rodada
| 6 de agosto 14:00 UTC -3 |  | UFPR Brown Spiders | 14–42 | Coritiba Crocodiles |  | Complexo Esportivo Brown Spiders, Curitiba-PR |  |

| 6 de agosto |  | Foz do Iguaçu Black Sharks | 07–81 | Timbó Rex |  | Campo da Vila A, Foz de Iguaçu-PR |  |

| 6 de agosto 14:00 UTC -3 |  | Juventude FA | 03–26 | Paraná HP |  | Campo do União Forquetense, Caxias do Sul-RS |  |

Quarta Rodada
| 20 de agosto 14:00 UTC -3 |  | Juventude FA | 00–21 | Coritiba Crocodiles |  | Campo do União Forquetense, Caxias do Sul-RS |  |

| 20 de agosto 14:00 UTC -3 | Relatório | Foz do Iguaçu Black Sharks | 03–09 | São José White Sharks Istepôs |  | Campo da Vila A, Foz de Iguaçu-PR |  |

| 28 de agosto 14:00 UTC -3 | Relatório | Paraná HP | 34–00 | UFPR Brown Spiders |  | Arena Top Line, Campo Largo-PR |  |

Quinta Rodada
| 3 de setembro 14:00 UTC -3 |  | Coritiba Crocodiles | 13–02 | Foz do Iguaçu Black Sharks |  | Complexo Esportivo Brown Spiders, Curitiba-PR |  |

| 4 de setembro 14:00 UTC -3 | Relatório | São José White Sharks Istepôs | 06–00 | Juventude FA |  | Colégio Forquilhão, São José-SC |  |

| 11 de setembro 9:00 UTC -3 |  | UFPR Brown Spiders | 00–76 | Timbó Rex |  | Complexo Esportivo Brown Spiders, Curitiba-PR |  |

Sexta Rodada
| 24 de setembro 14:00 UTC -3 | Relatório | São José White Sharks Istepôs | 22–27 | Coritiba Crocodiles |  | Colégio Forquilhão, São José-SC |  |

| 24 de setembro 14:00 UTC -3 | Relatório | Foz do Iguaçu Black Sharks | 08–21 | Juventude FA |  | Campo da Vila A, Foz de Iguaçu-PR |  |

| 25 de setembro 15:00 UTC -3 | Relatório | Timbó Rex | 37–00 | Paraná HP |  | Complexo Esportivo Timbó, Timbó-SC |  |

Sétima Rodada
| 8 de outubro 14:00 UTC -3 |  | UFPR Brown Spiders | 21–06 | Foz do Iguaçu Black Sharks |  | Complexo Esportivo Brown Spiders, Curitiba-PR |  |

| 9 de outubro 10:00 UTC -3 |  | Paraná HP | 07–06 | São José White Sharks Istepôs |  | Arena Top Line, Campo Largo-PR |  |

| 9 de outubro 14:30 UTC -3 |  | Coritiba Crocodiles | 06–25 | Timbó Rex |  | Complexo Esportivo Brown Spiders, Curitiba-PR |  |

## Ligação externa
- Classificação no Futebol Americano Brasil